# Carla Becker
Carla Becker (* 12. November 1950 in Iserlohn, Nordrhein-Westfalen) ist eine deutsche Schauspielerin und Synchronsprecherin.

## Leben
Carla Becker hat in Hamburg ihre Ausbildung zur Schauspielerin absolviert und ist nach Jahren im festen Engagement an den Städtischen Bühnen Münster nach Hamburg zurückgekehrt. 
Als freiberuflich arbeitende Schauspielerin bekam sie seitdem regelmäßig Engagements an verschiedenen Hamburger Theatern, wie z. B. dem Theater im Zimmer, dem Theater in der Basilika, dem Ernst Deutsch Theater, dem Theater in der Kunsthalle, im Malersaal vom deutschen Schauspielhaus und in der Kampnagelfabrik. Sie gastierte am Theater am Goetheplatz in Bremen, sowohl im Schauspiel (Die bitteren Tränen der Petra von Kant), als auch an der Oper (Celan), mehrere Male am Theater Kiel und hat für verschiedene Tourneen Rollen übernommen. Seit November 2010 ist Carla Becker im Hamburger Engelsaal in der Titelrolle des Stückes „Die Zitronenjette“ zu sehen. Im Hamburger Ohnsorg-Theater spielte sie 2012 erstmals in plattdeutscher Sprache. Sie übernahm in der plattdeutschen Fassung von Tschechov’s „Onkel Wanja“ die Rolle der „Maria“, Wanja’s Mutter.
Für das Fernsehen hat Carla Becker verschiedene Episodenrollen in der Serie Großstadtrevier gespielt, als „Dr. Heinrich“ war sie in einer Nebenrolle in der 11. Staffel der Serie Die Rettungsflieger zu sehen. In dem Spielfilm „Kein Kinderspiel“ von Bernd Fiedler übernahm sie die Rolle der „Beate Selk“, mit Roman Deppe hat sie bereits den dritten Kurzfilm gedreht. Nach „Murats Mutter“ in zwei Folgen der Nächte in Wilhelmsburg, hat sie die Rolle der „Emma“ in Das Jahr 0 gespielt. In zwei aktuellen Fernsehproduktionen, „Woran Dein Herz hängt“ und „krimi.de“, ist sie besetzt. Bei den „Roten Rosen“ hat sie in einer Episodenrolle die „Claudia Märker“ gespielt.
Sie gründete das Hamburger Theater-Team und produzierte das Stück Nacht, Mutter von Marsha Norman und übernahm selbst die Rolle der Jessie. Eigene Projekte entwickelt sie gern gemeinsam mit Künstlern aus anderen Bereichen, wie z. B. die Lesung „Dir gehört mein Leben“ aus dem gleichnamigen Roman von Zoe Valdez, bei der eine Tänzerin mitwirkte, oder aber „Che bellezza“, ein Abend mit Literatur und Liedern aus Italien, der von dem Sänger und Musiker Mario di Leo und ihr gemeinsam präsentiert wurde. 
Parallel dazu arbeitet sie regelmäßig als Sprecherin. Sie spricht in Dokumentationen und Hörspielen und leiht als Synchronsprecherin ihre Stimme Darstellerinnen ausländischer Produktionen, wie Carmen Electra in Baywatch – Die Rettungsschwimmer von Malibu.

## Filmografie (Auswahl)
- 2004–2017: Großstadtrevier (Fernsehserie, 2 Episoden)
- 2006: Nächte in Wilhelmsburg: The Lucio Fulci Experience (Kurzfilm)
- 2007: Die Rettungsflieger (Fernsehserie, 13 Episoden)
- 2007: Nächte in Wilhelmsburg: Das Haus am Anfang der Straße (Kurzfilm)
- 2008: Das Jahr Null (Kurzfilm)
- 2009: Krimi.de (Fernsehserie, 1 Episode)
- 2009: Kein Kinderspiel
- 2009: Sterne über dem Eis (Fernsehfilm)
- 2009: Mute (Kurzfilm)
- 2010–2021: Rote Rosen (Fernsehserie, 5 Episoden)
- 2011: Diese Frau von vorhin (Fernsehfilm)
- 2014: Die Pfefferkörner (Fernsehserie, 1 Episode)
- 2015: Calvin Fragmenti
- 2017: SOKO Wismar (Fernsehserie, 1 Episode)
- 2019: Nord bei Nordwest (Fernsehserie, 1 Episode)
- 2019: Status Quo (Kurzfilm)
- 2020: Herbst (Kurzfilm)
- 2020: Die Kanzlei (Fernsehserie, 1 Episode)
- 2021: SOKO Hamburg (Fernsehserie, 1 Episode)
- 2022: Inga Lindström: Geliebter Feind (Fernsehreihe)
- 2022: Notruf Hafenkante: Frohe Weihnachten (Fernsehserie)

### Synchronrollen (Auswahl)
Quelle: Deutsche Synchronkartei
| Schauspielerin    | Film / Serie                                        | Rolle           |
| ----------------- | --------------------------------------------------- | --------------- |
|                   | Ooops! Die Arche ist weg… (Synchro im Jahr 2015)    | Nashorn         |
| Blythe Danner     | Detachment (Synchro im Jahr 2013)                   | Ms. Perkins     |
| Giuliana Calandra | Rosso – Die Farbe des Todes                         | Amanda Righetti |
| Jayne Eastwood    | Die Reise des Weihnachtsbaum (Synchro im Jahr 2012) | Lana            |
| Judy Cornwell     | Jane Eyre (Fernsehserie)                            | Mrs. Reed       |
| Karen Trumbo      | Chrome Soldiers                                     | Susan Carter    |
| Pam Ferris        | Little Dorrit (Fernsehserie)                        | Mrs. General    |